# 오가사와라촌 (야마나시현)
오가사와라촌(小笠原村)은 야마나시현 기타코마군에 있던 촌이다. 현재의 호쿠토시에 해당한다.

## 역사
- 1889년 7월 1일 - 정촌제 시행에 의해 근세이후의 오가사와라촌이 단독으로 지자체를 형성하였다.
- 1955년 3월 1일 - 우에데촌, 아사가미촌과 합병해 아케노촌이 성립하여, 동일 오가사와라촌은 폐지되었다.

## 참고문헌
- 角川日本地名大辞典 19 山梨県